# Estatuto de Rhuddlan
O Estatuto do Rhuddlan foi promulgado em 3 de março de 1284, após a conquista militar, em 1282-83, do Principado de Gales - que tinha sido criado por Llywelyn ap Gruffudd, Senhor de Aberffraw e Príncipe de Gales, título esse posteriormente detido pelo seu sucessor Dafydd ap Gruffudd - pelo rei de Inglaterra, Eduardo I.
O estatuto assumiu as terras na posse dos príncipes de Venedócia, sob o título de Príncipe de Gales, como parte das terras da Inglaterra sob Eduardo I. Algumas das terras, como o sul do Reino de Powys, aparentemente já tinha sido entregue (em 1283 por Owen de la Pole). Estes territórios não incluem uma faixa de terra desde Pembrokeshire, através do sul de Gales até às suas fronteiras, que era em grande parte pertencente aos Senhores das Marcas (Marches), territórios na fronteira anglo-galesa sob o domínio de senhores feudais vassalos do rei inglês.